# Exocentrus superstes
Exocentrus superstes är en skalbaggsart som beskrevs av Holzschuh 1995. Exocentrus superstes ingår i släktet Exocentrus och familjen långhorningar. Inga underarter finns listade i Catalogue of Life.